# Rencontres musicales de Champéry
Pour les articles homonymes, voir Flâneries musicales.
Les Rencontres musicales de Champéry sont un festival de musique classique qui a lieu à Champéry en Suisse.
Il se déroule la première quinzaine du mois d'août. Le festival se nommait Flâneries musicales de Champéry de 1999 à 2009. Son président est M. Georges Mariétan.